# Danmarks Riges Historie
 Denne artikel omhandler historieværket af dette navn. For andre betydninger af "Danmarks riges historie", se Danmarks historie.
Danmarks Riges Historie er titlen på en populærhistorisk Danmarkshistorie på 6 bind udgivet august 1896-1907. Værket blev skrevet af de mest prominente danske historikere indenfor deres respektive felter på den tid. Historikeren Aksel E. Christensen har betegnet værket som "vort lands mest fuldstændige og helstøbte videnskabelige grundbog", en karakteristik som historikeren Henrik Dethlefsen bekræfter i 1986.

## Baggrund og udarbejdelse
Forlæggeren Gustav Philipsen fra forlaget P.G. Philipsens Forlag havde i 1889 planer om at udgive en større samlet populærhistorisk og illustreret Danmarkshistorie. Til det formål fik han samlet historikerne Edvard Holm, Johannes Steenstrup og Kr. Erslev og desuden universitetsbibliotekar Julius Fridericia, rigsarkivar A.D. Jørgensen, skolemanden Arnold Heise og William Mollerup. I løbet af forberedelsesprocessen døde Gustav Philipsens kompagnon Ludvig Philipsen, og opgaven blev i stedet overført til det nystiftede forlagskonglomerat Det Nordiske Forlag som P.G. Philipsens Forlag deltog i. I 1903 blev Det Nordiske Forlag slået sammen med Gyldendalske Boghandel under navnet Gyldendalske Boghandel, Nordisk Forlag.
Der var et generationsskel mellem de to yngre historikere Erslev og Fridericia og Holm, Jørgensen og Steenstrup som tilhørte en ældre generation. Alligevel lykkedes det dem at skabe et værk der, trods udsving i kvalitet og ikke udpræget syntese mellem bindene, alligevel formåede på en letfattelig og fængende måde at fremlægge noget af det bedste som tidens største historikere havde skrevet.
Under arbejdet på værket døde A.D. Jørgensen (1897). Han nåede kun til året 1852 i sin fremstilling og historikeren og rigsdagsmanden Niels Neergaard blev udvalgt til at færdiggøre det sidste bind op til værkets afslutningsår 1864.
Værket blev en stor succes, ikke kun på grund af indholdet, men også på grund af en, for den tid, meget aggressiv reklamekampagne, som blandt andet indebar at landets boghandlere fik tilsendt reklamemateriale i form af "historiske dokumenter som Kalmarunionsbrevet i facsimile, svære segl i papmaché saa store som grydelaag, historiske billeder og, som det festligste af det hele, det gamle Dannebrogsflag fra Lübeck".

## Værkets opdeling
Værket består af 6 bind:
1. Bind: Oldtiden og den ældre Middelalder af Johannes C.H.R. Steenstrup (849 sider).
2. Bind: Den senere Middelalder af Kr. Erslev (730 sider).
3. Bind: 1481-1536 af A. Heise (388 sider) & 1536-1588' af V. Mollerup (284 sider).
4. Bind: 1588-1699 af I.A. Fridericia (673 sider).
5. Bind: 1699-1814 af Edvard Holm (719 sider).
6. Bind: 1814-1852 af A.D. Jørgensen (468 sider) & 1852-1864 af N. Neergaard (287 sider) & Navne- og Sagfortegnelse ved Alfred Høyer (178 sider).

Første bind er digitaliseret.

## Ekstern henvisning
- Historisk Tidsskrift, bind 15, 1. række (1986): Henrik Dethlefsen: Omkring "Danmarks Riges Historie".